# Diego Rojas (cyclisme)
Pour les articles homonymes, voir Rojas.
Rojas  Rivas est un nom espagnol. Le premier nom de famille, en général paternel, est Rojas ; le second, en général maternel, souvent omis, est Rivas.
Diego Rojas Rivas, né le 19 février 2005,, est un coureur cycliste chilien. Il participe à des compétitions sur route et sur piste.

## Biographie
Diego Rojas est devenu champion du Chili du contre-la-montre en 2022 et 2023, ou encore vice-champion panaméricain du contre-la-montre en 2023, dans la catégorie des juniors. Il a également remporté le titre de champion national espoir dans l'épreuve chronométrée en 2024. 
En 2025, il se classe troisième de la course aux points aux championnats panaméricains, chez les élites. Sur route, il obtient divers tops dix sur des étapes du Tour de San Juan.  

## Palmarès sur route

### Par année
- 2022
  -  Champion du Chili du contre-la-montre juniors
  - 2e du championnat du Chili sur route juniors
- 2023
  -  Champion du Chili du contre-la-montre juniors
  - 2e du championnat du Chili sur route juniors
  -  Médaillé d'argent du championnat panaméricain du contre-la-montre juniors
- 2024
  -  Champion du Chili du contre-la-montre espoirs
- 2025
  -  Champion du Chili du contre-la-montre espoirs

### Classements mondiaux
| Année            | 2024 |
| ---------------- | ---- |
| UCI America Tour | 227e |

## Palmarès sur piste

### Championnats panaméricains
- Asuncion 2025
  -  Médaillé de bronze de la course aux points